# Leonard Dillon
Leonard Dillon (* 9. Dezember 1942 im Portland Parish, Jamaika; † 28. September 2011 in Kingston, Jamaika) war ein jamaikanischer Musiker.

## Leben
Dillon, geboren 1942 in Portland Parish, begann seine Karriere Anfang der 1960er Jahre zunächst unter dem Pseudonym Jack Sparrow und nahm eine Reihe von Ska-Songs auf, wie Bull Whip, bei dem der junge Bob Marley als Hintergrundsänger zu hören ist. Er war dann Sänger und Songwriter der Reggae-Gruppe The Ethiopians. Seine Texte und sein Leben waren vom Rastafari geprägt. Zu seinen bekanntesten Songs zählten Train to Skaville und Everything Crash.
Dillon starb an Lungenkrebs.